# Alyssum scutigerum
Alyssum scutigerum là một loài thực vật có hoa trong họ Cải. Loài này được Durieu mô tả khoa học đầu tiên năm 1846.